# Chavanod
Chavanod là một xã trong tỉnh Haute-Savoie thuộc vùng Rhône-Alpes đông nam Pháp.

## Geography
The Fier forms parts of the commune's northern border.